# Alexis Trujillo
Humberto Alexis Trujillo Oramas, noto semplicemente come Alexis Trujillo (Las Palmas de Gran Canaria, 30 luglio 1965), è un allenatore di calcio, dirigente sportivo ed ex calciatore spagnolo, di ruolo centrocampista.

## Palmarès

### Giocatore

#### Competizioni nazionali
- Segunda División: 1

Las Palmas: 1984-1985